# B.A.P
B.A.P (kor. 비에이피; wym. [bieipi]; Best Absolute Perfect) – południowokoreański zespół stworzony przez TS Entertainment. Członkowie zespołu to Bang Yong-guk Kim Him-chan, Jung Dae-hyun, Yoo Young-jae, Moon Jon-gup, Zelo. Zadebiutowali w 2012 roku wydając singel Warrior.

## Historia

### Przed debiutem
Lider zespołu, Yongguk, był pierwszym członkiem, który został przedstawiony w 2011 roku, wystąpił w piosence „Going Crazy” Song Ji-eun z tej samej agencji. Zadebiutował solowo 11 sierpnia z singlem „I Remember”, z gościnnym udziałem Yang Yo-seoba z Beast. Drugim przedstawionym członkiem grupy był Himchan, który został prowadzącym program muzyczny The Show. 23 listopada Zelo został przedstawiony jako trzeci członek grupy poprzez kolaborację z Yonggukiem w duecie Bang & Zelo; wydali singel BANG & ZELO z główną piosenką „Never Give Up”.

### 2012: Debiut zWarrior,Power,No Mercy,CrashiStop It
W styczniu 2012 roku grupa zagrała w reality show Ta-Dah, It's B.A.P, który został wyemitował na kanale SBS MTV.
26 stycznia 2012 roku ukazał się cyfrowo debiutancki CD singel Warrior, wraz z promującym go utworem o tym samym tytule. Teledysk do singla został opisany przez MTV Korea jako „oszałamiająco potężny”. Drugim utworem promującym płytę był „Secret Love” (kor. 비밀연애). 3 lutego Warrior zajął 10. miejsce na liście World Albums Chart Billboardu.
Drugi CD singel, zatytułowany Power, ukazał się 27 kwietnia. Płytę promował utwór o tym samym tytule. W 2012 roku sprzedało się ponad 30 tys. kopii płyty i zajął 10. miejsce na liście World Albums Chart Billboardu.
Pierwszy minialbum No Mercy ukazał się cyfrowo 19 lipca i fizycznie 24 lipca. Wydawnictwo promował singel o tym samym tytule. 29 sierpnia ukazała się wersja poszerzona, pod nowym tytułem Crash (kor. 대박사건). Minialbum zawierał dodatkowo dwa utwory, w tym główny singel „Crash” (kor. 대박사건).

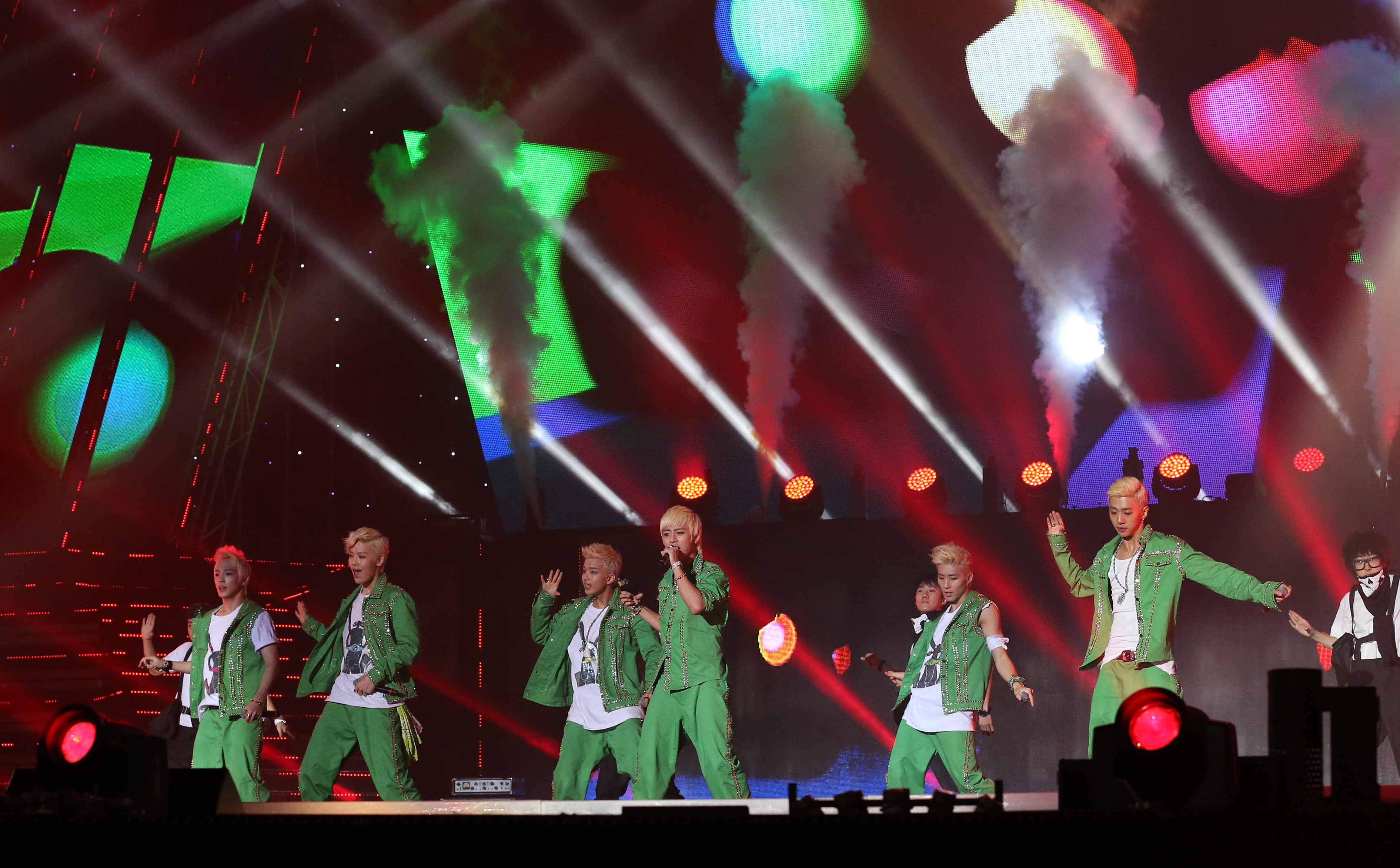
B.A.P występujący podczas K-pop World Festival w 2013

Trzeci singel, zatytułowany Stop It (kor. 하지마), ukazał się 27 kwietnia. Płytę promował utwór o tym samym tytule.

### 2013:One ShotiBadman
15 stycznia 2013 roku ukazał się cyfrowy singel Rain Sound (kor. 빗소리). Drugi minialbum One Shot ukazał się 12 lutego. Zawierał pięć utworów, w tym wcześniej wydany Rain Sound i tytułowy singel „One Shot”. 21 lutego minialbum zajął 1. miejsce na liście Billboard World Albums.
W maju zespół podpisał kontrakt z japońską wytwórnią King Records. 28 lipca TS Entertainment zapowiedziało, że grupa wyda trzeci minialbum Badman 6 sierpnia. Na płycie znalazło się sześć piosenek, w tym główny singel „Badman”, a także „Coffee Shop” i „Hurricane”.
Teledysk do japońskiej wersji piosenki „WARRIOR” ukazał się w serwisie YouTube 13 września, a pierwszy japoński singel – 9 października. Drugi japoński singel, „ONE SHOT”, ukazał się 13 listopada.

### 2014:First Sensibility, światowa trasa i proces sądowy
3 lutego 2014 roku B.A.P wydali swój pierwszy album studyjny First Sensibility, na którym znalazło się trzynaście utworów, w tym główny singel „1004 (Angel)”. Album zajął 1. miejsce listy Billboard World Albums. W Korei First Sensibility znalazł się na szczycie miesięcznego rankingu Hanteo i Gaon Chart w lutym. 12 lutego zespół zdobył pierwszą nagrodę w programie muzycznym Show Champion dzięki „1004 (Angel)”, który wygrał też w programach Music Bank i Inkigayo.
Trzeci japoński singel, „NO MERCY”, ukazał się 2 kwietnia i uplasował się na 2. miejscu listy Oricon Weekly Singles Chart.
Solowa trasa koncertowa B.A.P Live On Earth 2014 Continent Tour rozpoczęła się dwoma koncertami 8 i 9 marca w Seulu, z publicznością liczącą ok. 20 tys. uczestników. Grupa ta odbyła łącznie 23 koncerty w Stanach Zjednoczonych, Azji, Australii i Europie. 3 czerwca ukazał się czwarty koreański singel Where Are You? (kor. 어디니? 뭐하니?).
3 września ukazał się czwarty japoński singel „EXCUSE ME”, uplasował się na 2. miejscu listy Oricon Weekly Singles Chart. 27 października TS Entertainment ogłosiło, że odwołało południowoamerykańską część trasy koncertowej, aby dać członkom grupy czas na odpoczynek.
26 listopada 2014 roku członkowie zespołu wspólnie złożyli pozew sądowy o unieważnienie kontraktu z wytwórnią jako powód podając złe traktowanie i niesprawiedliwa dystrybucja zysków (przytaczając zarobek o wysokości 18 mln wonów na członka od debiutu mimo 10 mld wonów zysku wytwórni). TS Entertainment w odpowiedzi opublikowało komunikat prasowy obalający zgłoszone roszczenia, stwierdzając, że nie było „ani złego traktowania wobec artystów, ani nieuczciwych klauzul w umowie”.

### 2015: Ugoda z TS iMatrix
1 sierpnia 2015 roku B.A.P oficjalnie wrócili do TS Entertainment po tym, jak obie strony osiągnęły porozumienie. Wytwórnia ogłosiła, że odzyskała wzajemne zaufanie z członkami zespołu i przeprosiła za zaistniałą sytuację, obiecując poprawę warunków pracy i środowiska, w którym pracują artyści.
15 listopada odbył się bezpłatny showcase „BAP 151115” w Dongdaemun Design Plaza, podczas którego zespół zaprezentował kolejne wydawnictwo. Czwarty minialbum Matrix razem z głównym singlem „Young, Wild & Free” ukazał się 16 listopada 2015 roku. Teledysk do piosenki ukazał się tego samego dnia. 27 listopada, rok po złożeniu pozwu, zespół zdobył wygraną w programie Music Bank.

### 2016:Carnival,Best.Absolute.PerfectiNoir
22 lutego 2016 roku ukazał się piąty minialbum Carnival, razem z głównym singlem „Feel So Good”. 30 marca 2016 roku ukazał się pierwszy japoński album studyjny Best.Absolute.Perfect, zajął 4. miejsce na liście Oricon Weekly Album Chart. Na płycie znalazło się trzynaście utworów, z których „New World”, „Kingdom” i „Back in Time” to nowe japońskie piosenki. Od 14 kwietnia do 13 lipca trwała światowa trasa zespołu – Live On Earth 2016 World Tour. Zespół wystąpił w Stanach Zjednoczonych, Kanadzie, Meksyku, Włoszech, Finlandii, Niemczech, Polsce, Australii, Nowej Zelandii, Wielkiej Brytanii i Rosji.
Piąty japoński singel FEEL SO GOOD ukazał się 13 czerwca. 8 sierpnia ukazał się piąty koreański CD singel Put’Em Up, zawierał trzy piosenki, w tym główną „That's My Jam”.
25 października 2016 roku TS Entertainment ujawniło, że Yongguk nie będzie uczestniczył w promocjach nadchodzącego albumu studyjnego, Noir, z powodu problemów zdrowotnych. 7 listopada odbył się comeback zespołu z albumem Noir, tego samego dnia ukazał się teledysk do głównego singla „SKYDIVE”. Album uplasował się na 1. miejscu listy Billboard World Albums.
Szósty japoński singel FLY HIGH ukazał się 7 grudnia.

### 2017–2019:UNLIMITED,MASSIVEi odejście z TS Entertainment
7 marca 2017 roku ukazał się szósty koreański CD singel Rose, zawierał trzy piosenki, w tym główną „WAKE ME UP”. Wraz z tym comebackiem lider Bang Yong-guk powrócił z czteromiesięcznej przerwy. „WAKE ME UP” został uznany przez Jeffa Benjamina z Billboardu za „najbardziej osobisty K-popowy występ i najlepiej zrealizowany singel do tej pory” wkrótce po jego premierze.
Siódmy japoński singel WAKE ME UP ukazał się 26 kwietnia, zajął 4. miejsce na liście Oricon Weekly Single Chart. Drugi japoński album studyjny UNLIMITED miał swoją premierę 28 czerwca.
Siódmy CD singel, zatytułowany Blue, ukazał się 5 września. Na płycie znalazły się trzy utwory, w tym główny „HONEYMOON”. Kolejny singel został zapowiedziany w listopadzie. Ego ukazał się 13 grudnia 2017 roku, razem z główną piosenką „Hands Up”. Japońska wersja piosenki została wydana jako singel 3 stycznia 2018 roku.
27 stycznia 2018 roku B.A.P zapowiedzieli trzeci japoński album studyjny MASSIVE, a także japońską trasę B.A.P 2018 JAPAN TOUR. Album ukazał się 28 marca, a trasa trwała od 11 do 15 kwietnia.
23 sierpnia TS Entertainment ogłosiło odejście Yongguka z wytwórni i zespołu wraz z końcem jego kontraktu. 2 grudnia agencja ogłosiła odejście Zelo z wytwórni i zespołu wraz z wygaśnięciem jego kontraktu.
18 lutego ogłoszono, że pozostali członkowie grupy opuścili TS Entertainment.

## Członkowie
| Pseudonim | Pełne imię i nazwisko       | Data urodzenia            | Pozycja                |
| --------- | --------------------------- | ------------------------- | ---------------------- |
| Yongguk   | Bang Yong-guk (kor. 방용국) | 31 marca 1990(dts)        | lider, raper           |
| Himchan   | Kim Him-chan (kor. 김힘찬)  | 19 kwietnia 1990(dts)     | wokalista, visual      |
| Daehyun   | Jung Dae-hyun (kor. 정대현) | 28 czerwca 1993(dts)      | wokalista              |
| Youngjae  | Yoo Young-jae (kor. 유영재) | 24 stycznia 1994(dts)     | wokalista              |
| Jongup    | Moon Jong-up (kor. 문종업)  | 6 lutego 1995(dts)        | tancerz, wokalista     |
| Zelo      | Choi Jun-hong (kor. 최준홍) | 15 października 1996(dts) | tancerz, raper, maknae |

## Dyskografia
| Dyskografia koreańska Albumy studyjne First Sensibility (2014) Noir (2016) Minialbumy No Mercy (2012) Crash (repackage, 2012) One Shot (2013) Badman (2013) Matrix (2015) Carnival (2016) Single CD Warrior (2012) Power (2012) Stop It (kor. 하지마 Hajima ) (2012) Where Are You? (kor. 어디니? 뭐하니?) (2014) Put’Em Up (2016) Rose (2017) Blue (2017) Ego (2017) Single cyfrowe Rain Sound (2013) Coffee Shop (2013) Hurricane (2013) Young, Wild & Free (2015) Feel So Good (2016) | Dyskografia japońska Albumy studyjne Best.Absolute.Perfect (2016) UNLIMITED (2017) MASSIVE (2018) Single WARRIOR (2013) ONE SHOT (2013) NO MERCY (2014) EXCUSE ME (2014) FEEL SO GOOD (2016) FLY HIGH (2016) WAKE ME UP (2017) HONEYMOON (2017) HANDS UP (2018) Koncerty B.A.P LIVE ON EARTH (2013) B.A.P 1st Japan Tour Warrior Begins (2013) B.A.P Live On Earth 2014 Continent Tour (2014) B.A.P Live On Earth 2016 World Tour (2016) B.A.P 2nd Japan Tour Be.Act.Play (2017) B.A.P Party Baby World Tour (2017) B.A.P 3rd Japan Tour Massive (2018) B.A.P LIVE LIMITED (2018) B.A.P Forever Tour (2018) |